# Georges Brassens, biographie intime
Georges Brassens, biographie intime est un récit biographique du chanteur Georges Brassens écrite par l'écrivain et biographe Daniel Ichbiah et paru chez City Éditions.

## Introduction
(juillet 2020).
- Si vous ne connaissez pas le sujet, laissez ce bandeau (vous pouvez alors contacter les auteurs).
- Si vous supprimez le contenu mis en cause (vous pouvez préalablement contacter les auteurs),

argumentez précisément cette suppression dans la page de discussion
(un manque de référence n'est pas un argument ; une recherche réelle de référence doit avoir été effectuée, être formellement documentée).
Lorsque Georges Brassens décède en octobre 1981, il est aussi bien un « grand » de la chanson française qu'un auteur considéré comme un poète ; l'ouvrage qui lui est consacré aux éditions Seghers en est l'une des meilleures expressions. Sa carrière, longue et régulière, est jalonnée de succès jamais démentis et de chansons qui donnent à sa création des qualités inimitables. Plus d'un demi-siècle après sa disparition, le succès est toujours là, on ne le critique plus guère, il est même devenu « intouchable », ce qui l'aurait fort surpris, lui le modeste — du titre de l'une de ses chansons — et certainement provoqué ce petit air de gorge ironique qu'il avait quand il avait fait une bonne blague à un copain (ce qu'il affectionnait). 
On ne lui reproche plus aujourd'hui sa « mauvaise réputation » ou d'avoir dénoncé l'hypocrisie de la société, souvent de façon assez ironique et « gaillarde ». Ce livre nous plonge dans le Brassens, lui dont un ami disait lors du dixième anniversaire de sa mort : « Ça fait dix ans qu'il n'est pas mort. » D'un point de vue biographique, les grandes époques sont passées en revue, souvent appuyées par des documents peu connus ou inédits : son enfance sétoise de fils de maçon, le STO en Allemagne et sa vie à Basdorf, l'anarchiste de l'immédiat après-guerre. Il existe aussi chez Isbiah une volonté d'aller un peu plus loin dans les années de succès que les stéréotypes tenaces du moustachu à la pipe, à la guitare et aux chats. Mais bien sûr, Le gorille et Brave Margot font toujours partie du portrait… sans oublier Les copains d'abord.